# ローマ国立博物館
ローマ国立博物館（ろーまこくりつはくぶつかん Museo Nazionale Romano） は、ローマにある、古代ギリシア・古代ローマの彫刻、壁画、考古遺物などを展示する博物館である。
ローマのテルミニ駅（終着駅）近くにある古代ローマの浴場（ディオクレティアヌス帝浴場）跡に1911年、イタリア統一50周年を記念して開館した博物館である。そのため「テルメ博物館」（「テルメ」は浴場の意）の別称で親しまれてきた。ディオクレティアヌス帝浴場は、著名なカラカラ浴場よりさらに規模が大きく、3,000人を収容することができたという。16世紀にはミケランジェロが、浴場の遺構を生かして、ここにサンタ・マリア・デリ・アンジェリ聖堂を建設した。ミケランジェロの死の直後、1565年には彼の構想に基づく回廊も建設されている。
ローマ国立博物館は、20世紀末まではこの浴場跡を主たる展示館としてきたが、建物の老朽化や博物館施設としての不備が指摘されていた。このため、彫刻、壁画などの主要な陳列品は、近接するマッシモ宮 (Palazzo Massimo) と市内ナヴォーナ広場近くのアルテンプス宮 (Palazzo Altemps) に移され、現在ではそちらで公開されている。

## コレクション

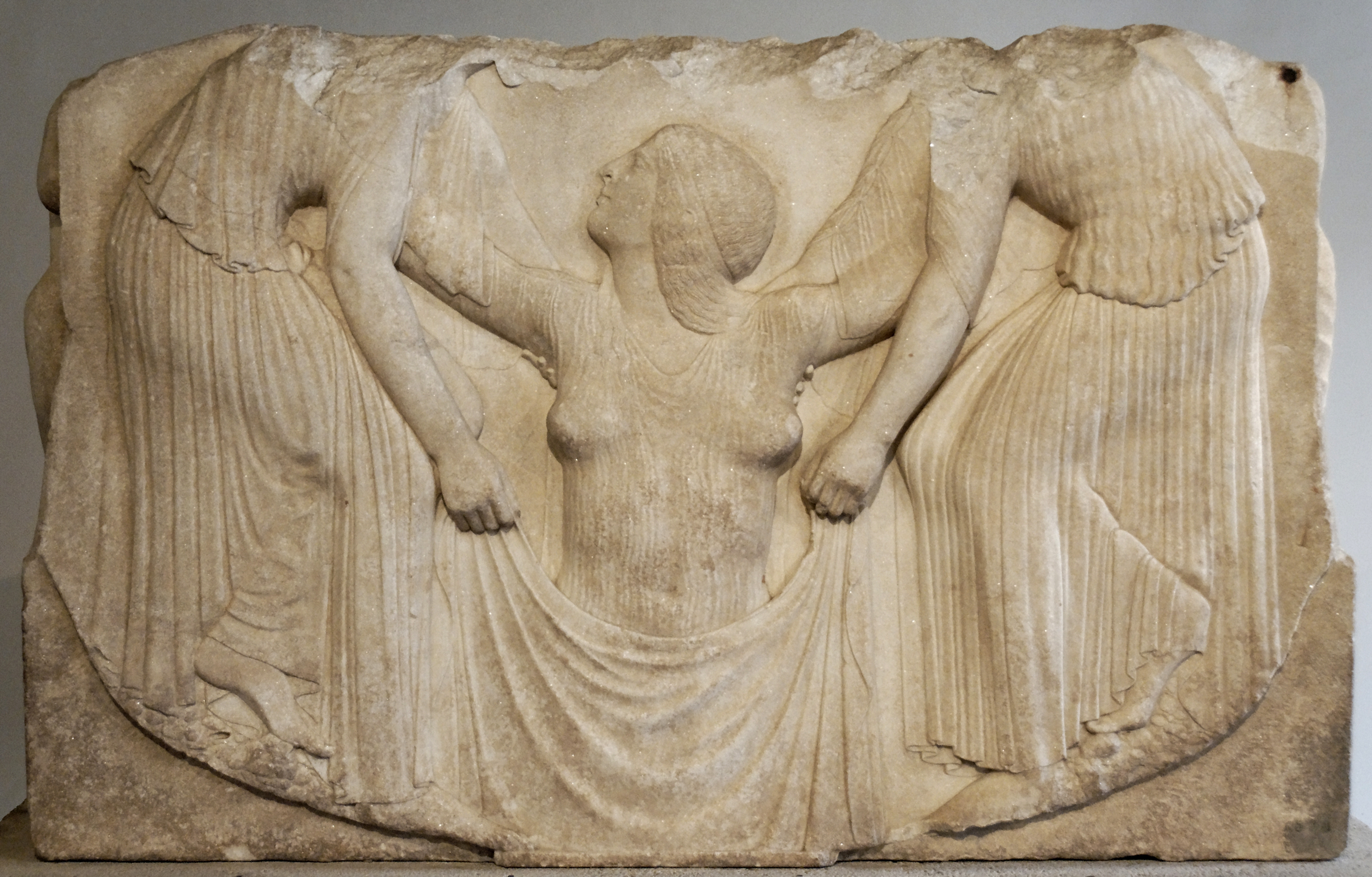
『ルドヴィシの玉座』

収蔵品は、ローマおよび周辺から発掘された古代の彫刻、壁画、モザイク、考古遺物などである。枢機卿ルドヴィシのコレクションにあったことからその名がある『ルドヴィシの玉座』はアルテンプス宮に展示されている。現代に残る古代ギリシア彫刻は、原作そのものでなく、ローマ時代の模刻である場合が多いが、『ルドヴィシの玉座』は紀元前5世紀のギリシャで制作されたオリジナルで、海から生まれるアフロディテを表している。マッシモ宮には、アウグストゥス帝の妃リウィア・ドルシッラの別荘の壁画であった『リヴィア家のフレスコ』などが収蔵されている。